# Mariusz Stańczuk
Mariusz Stańczuk (23 de marzo de 1983) es un deportista polaco que compitió en remo. Ganó dos medallas en el Campeonato Mundial de Remo, en los años 2006 y 2012.

## Palmarés internacional
| Campeonato Mundial | Campeonato Mundial | Campeonato Mundial | Campeonato Mundial      |
| Año                | Lugar              | Medalla            | Prueba                  |
| ------------------ | ------------------ | ------------------ | ----------------------- |
| 2006               | Eton (Reino Unido) | Medalla de bronce  | Ocho con timonel ligero |
| 2012               | Plovdiv (Bulgaria) | Medalla de oro     | Cuatro scull ligero     |